# Disc Warrior
Disc Warrior è un videogioco sparatutto fantascientifico pubblicato nel 1985 per MSX dalla Alligata Software, ispirato non ufficialmente al film Tron. Si controlla un personaggio dentro un complesso a labirinto isometrico e si combattono nemici robotici utilizzando come arma dei dischi-boomerang disintegratori.